# Iuliana Nucu
Iuliana Roxana Nucu (n. 4 octombrie 1980, în Constanța) este o voleibalistă din România care joacă pentru CS Dinamo București.

## Carieră
Iuliana Nucu și-a început cariera în orașul natal, la Clubul Sportiv Volei 2004 Tomis Constanța din liga superioară română. În 1999, ea se transferă la CSU Metal Galați, cea mai titrată echipă românească, unde va rămâne 4 sezoane.
În sezonul 2003-04 se mută în Italia, semnând cu Asystel Novara, club din seria A1, unde va juca timp de trei sezoane. În această perioadă ea a câștigat două supercupe ale Italiei, o cupă a Italiei și o cupă Top Teams. În decembrie 2004, într-o partidă din Liga Campionilor contra echipei azere Azerrail Baku, se rănește grav la  Tendonul lui Ahile, iar câteva luni mai târziu la umăr. După aceste accidentări, Nucu se întoarce pe teren în Supercupa italiană, în octombrie 2005. În sezonul 2006-07 este împrumutată la clubul Sassuolo Volley din seria A2, unde câștigă cupa Italiei la categoria respectivă și își ajută echipa să promoveze în seria A1. Ea rămâne trei sezoane succesive la clubul  emilian, apoi semnează cu Robur Tiboni Volley Urbino.
În sezonul 2010-11, Nucu se transferă la Volley Bergamo, cu care câștigă campionatul și Supercupa italiană.
În sezonul 2012-13 semnează pentru nou-promovata Crema Volley, însă, în urma problemelor financiare ale clubului italian, se întoarce în România și semnează cu Dinamo București.
În mai 2013, Iuliana Nucu a suferit un accident stradal în urma căruia cariera sa i-a fost pusă în pericol.
Iuliana Nucu este componentă a naționalei României de volei feminin, însă nu a câștigat niciun titlu important cu această selecționată.

## Palmares

### Cluburi
- Campionatul Italiei

Câștigătoare: 2011
- Cupa Italiei

Câștigătoare: 2004
- Cupa Italiei Seria A2

Câștigătoare: 2007
- Supercupa Italiei

Câștigătoare: 2003, 2005, 2011
- Cupa CEV

Câștigătoare: 2006